# 17번지
17번지(Number Seventeen)는 영국에서 제작된 알프레드 히치콕 감독의 1932년 영화이다. 존 스튜어트 등이 주연으로 출연하였다.

## 출연

### 주연
- 존 스튜어트
- 도널드 칼스롭

### 조연
- 베리 존스

## 제작진
- 조연출: 프랭크 밀스